# Distretto di Guzara
Il distretto di Guzara è un distretto nella provincia di Herat, in Afghanistan. Confina a nord con il distretto di Injil, a est con il distretto di Pashtun Zarghun, a sud con il distretto di Adraskan e a ovest con il distretto di Zinda Jan. Nel 2005 la popolazione era stimata in 124.900 abitanti. Il centro amministrativo del distretto, Guzara, si trova lungo la strada che collega Herat e Kandahar.